# Cederberg (släkt)

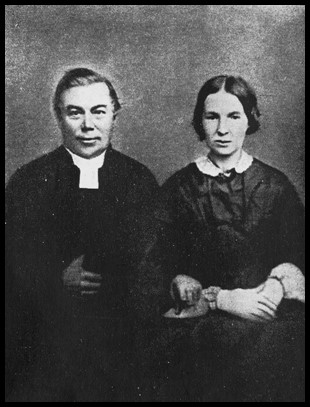
Prästparet Johan Daniel (född 1808) och Augusta (född 1820) Cederberg

Släkten Cederberg består av ättlingar till prästparet Johan Daniel (född 1808) och Augusta (född 1820) Cederberg som bodde i Röddinge, Skåne i mitten av 1800-talet. De fick 21 barn, varav fyra tvillingpar. Idag är släkten uppe i 7 generationer. Av släktens 21 ursprungliga grenar är det 10 kvar nu. Dokumentationen om släktföreningen är sedan 2024 arkiverat vid Skånes Arkivförbund i Lund. Cederbergska släktföreningen är en av Sveriges äldsta släktföreningar.
Släkten finns dokumenterad i skrift sedan 1926 av Gustaf Leksell. Hans morbror Alfred Cederberg i Karlskrona hade tack vare stort engagemang och en stark släktkänsla fört noggranna anteckningar om släkten vilket möjliggjorde att en släkttabell kunde ges ut. Den trycktes på förlaget P.A. Norstedt & Söner i en numrerad upplaga om 200 exemplar. 
År 1946 gavs boken Cederbergska släkten från Röddinge av Dan Cederberg, Alfreds Cerderbergs son, ut på Meijels Bokindustri i Halmstad. 
Sedan 1965 har släkten haft möten vart annat år. 2015 firade föreningen 50 år i Röddinge. Ett släktblad ges ut 1-2 gånger per år och släktforskning sker kontinuerligt i det gemensamma stamträdet. Idag har föreningen runt 200 medlemmar spridda över hela världen, antalet registrerade släktingar är minst sex gånger fler. I släkten finns flera personer som har bidragit inom konst, medicin och pedagogik.
Släktnumrering
Det sätt Cederbergska släktföreningen använder för att hålla ordning på släktingarna infördes 1977 på initiativ av Arne Blohm. Numreringen gör släkten lättöverskådlig. Numreringen av Johan Daniel och Augusta Cederbergs barn börjar med 01 Adle Cederberg och slutar med nr 21 Axel Cederberg.
Exempel:
09 Ida Kellgren, f, Cederberg (Johan Daniel och Augustas nionde barn)
0902 Gunnar Kellgren (Idas andra barn)
0902/01 Ingrid Lidholm, f. Kellgren (Gunnars första barn)
0902/0102 Håkan Lidholm (Ingrids andra barn)
Personer ur släkten:
- Brita Ahnoff, språklärare och konstnär
- Ingrid Atterberg, keramiker
- Gustaf "Gutten" Adolf Brandt, präst, teologie doktor
- Erik Brandt, folkskoleinspektör, riksdagsledamot (s)
- Caesarius Cavallin, präst och klosterledare
- Marta Cavallin (Maria av bebådelsen)
- Kjell Edström, jurist, ämbetsman
- Gösta Edström, forstmästare, grundade Södra Skogsägarna
- Gunnar Edström, medicine doktor, riksdagsledamot (fp)
- Gunnar Kellgren med avhandlingen Gotland 1690-1720, studier rörande några centrala demografiska och ekonomiska problem under nödår och krigstid[4]
- Vavi Johnsson, textilkonstnär
- Johan Leksell, konstnär, silhuettklippare
- Lars Leksell, medicine doktor, professor i neurokirurgi, uppfinnare av strålkniven, Leksell Gamma Knife
- Laurent Leksell, ekonomie doktor, entreprenör, grundare av Elekta AB med sin far Lars
- Lili Päivärinta, Singer-songwriter, medlem av popgruppen Lili & Susie
- Susie Päivärinta, Singer-songwriter, medlem av popgruppen Lili & Susie
- Brita Schlyter, pionjär inom förskolepedagogik
- Gustav Schlyter, jurist och stadsombudsman
- Karl Schlyter, svensk fd. justitieminister (s)
- Gösta Werner, regissör